# Auqui
Auqui (en quechua: Awki) es el título que poseía el príncipe heredero en el Imperio Incaico. De manera genérica, se denominaban auquis a todos los hijos varones del Inca; sin embargo, el título específico recaía en uno solo de ellos, cuya elección se basaba en criterios distintos a los del mundo occidental (se tomaba más en cuenta su capacidad, antes que su estatus de primogénito o su legitimidad). Por extensión, se denominan auquis a los espíritus que rodean al Apu o supremo protector de una comunidad, todos los cuales habitan en las montañas, de acuerdo a la mitología inca.
| Clases sociales | Representantes |
| --------------- | --- |
| Realeza         | - Inca. - Coya: Esposa del inca. - Auqui: Hijo del inca y heredero. |
| Nobleza         | - Nobleza de Sangre: Restantes miembros de las Panacas (parientes del anterior inca). - Nobleza de Privilegio: Personas que destacaron por sus servicios; Sacerdotes, Acllas y Altos jefes.                                                                                                 |
| Aillu           | - Hatun Runa: Tributarios (campesinos). - Mitimaes: Grupos trasladados para colonizar nuevas regiones enseñando a los pueblos nuevas costumbres. - Yanaconas: Servidores del inca y del imperio. - Piñas: Prisioneros de guerra dependientes del inca que no eran escogidos como Yanaconas. |

## Atribuciones
Era hijo del Inca y de la Coya (esposa principal), aunque no siempre el hijo primogénito, sino el que demostraba más capacidad, tanto en las funciones de gobierno como en el arte de la guerra. La elección podía recaer también en uno de los hijos del Inca tenido en alguna de sus esposas secundarias, para lo cual se realizaba una ceremonia de legitimación, durante la cual la Coya sentaba en su regazo al príncipe y le acomodaba los cabellos, convirtiéndolo así en su hijo adoptivo. Solo tras concluir las exequias del difunto Inca, el Auqui recién podía ceñir la mascapaicha roja, insignia del poder imperial, convirtiéndose así en el nuevo Inca. A los hermanos del Auqui que no llegaban a ser Incas se les llamaba Pihui Churi, aunque a veces tenían cierta influencia política y militar. 
Como príncipe heredero, debía formar su propia panaca y en algunos casos participó en el co-reinado del Tahuantinsuyo junto a su padre. Como símbolo de recibir esta función de corregente, se le ceñía una borla amarilla. Ello servía no solo para entrenarlo en las cuestiones de Estado, sino también para consolidar sus derechos de ser reconocido como Inca a la muerte de su padre, ya que se ponía en evidencia sus virtudes y defectos. Es el caso del Inca Viracocha y de su hijo Urco, y el del Inca Pachacútec con sus hijos Amaru y Túpac Yupanqui. Urco, por ejemplo, demostró cobardía al huir de la invasión chanca y fue desplazado por su hermano Pachacútec; Amaru no llegó a reinar por su poco capacidad militar, dejando la posta a su hermano menor Túpac Yupanqui. Túpac Yupanqui fue precisamente el primer Auqui que ejerció de corregente y asumió como Inca tras la muerte de su padre (época imperial)

## Lista de Auquis conocidos

### Herederos al trono
Véase también: Anexo: Incas del Tahuantinsuyo
- Inca Roca (fue elegido, pero no ascendió al trono)
- Amaru Inca Yupanqui (fue elegido, pero no ascendió al trono)
- Ninan Cuyuchi (fue elegido, pero no ascendió al trono)

### Pihui Churi (Príncipes)
- Cápac Yupanqui
- Atoc
- Tito Atauchi
- Rumiñahui
- Huayna Palcón
- Tito Atauchi
- Carlos Inca
- Alonso Topa Atau